# Eulobus sceptrostigma
Eulobus sceptrostigma är en dunörtsväxtart som först beskrevs av Townshend Stith Brandegee, och fick sitt nu gällande namn av Warren Lambert Wagner och Hoch. Eulobus sceptrostigma ingår i släktet Eulobus och familjen dunörtsväxter. Inga underarter finns listade i Catalogue of Life.